# Галицкий революционный комитет

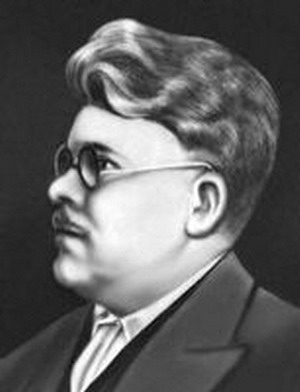
Председатель Галревкома Владимир Затонский

Галицкий (Галицийский) революционный комитет (Галревком) — временный высший орган Советской власти на части западноукраинских земель, освобожденный советскими войсками от польских оккупантов в ходе советско-польской войны (1920).
Сформирован 8 липня 1920 года. Председателем Галревкома был В. П. Затонский; местом пребывания — Тернополь.
Декларацией Галревкома от 15 июля 1920 было провозглашено образование Галицкой (Галицийской) Социалистической Советской Республики.
Первым декретом Галревкома «Об установлении Советской власти в Галиции» отменялись все органы буржазно-помещичьих властей, их власть передавалась в руки ревкомов. Была провозглашена национализация промышленных предприятий, банков, наземных и подземных богатств.
Галревком осуществил ряд социалистических преобразований в духе ленинских декретов .
Среди первых членов Галревкома были: Владимир Затонский (председатель), Михаил Баран (заместитель председателя), Фёдор Конар (Палащук) (заведующий отделами юстиции и внутренних дел), Михаил Левицкий, поляк Казимир Литвинович (секретарь) и Иван Немоловский (комиссар финансовых дел, позже управляющий отделом путей сообщения).
Позже в состав Галревкома были введены: Мирослав Гаврилив (комиссар просвещения), Михаил Козорис (комиссар судебных дел), Емельян Палиив (комиссар военных дел), Иван Сияк (секретарь совета комиссаров) и др.
В комиссариатах были задействованы: Владимир Брикович и Ипполит Брилинский, Федор Бэй (Орловский) Никифор Горняк, Лонгин Горбачевский, Петр Кабаривський, Николай Капуста, Иван Копьякивський, Василий Олейник, Никифор Онищук, Роман Слесарь, а также другие.
В сентябре 1920 временно исполняющим обязанности коменданта Галревкома был назначен Иосиф Устиянович.
После отступления частей Красной Армии с территории Галиции 21 сентября 1920 года Галревком и ГалССР прекратили своё существование. По Рижскому договору 1921 года Западная Украина (Галиция) вошла в состав Польши.
Все члены Галревкома и большинство его сотрудников были репрессированы в 1930-х годах.